# Radeća
Radeća  (cyr. Радећа) – wieś w Czarnogórze, w gminie Podgorica. W 2003 roku liczyła 26 mieszkańców.